# Vereinssynagoge Malzgasse

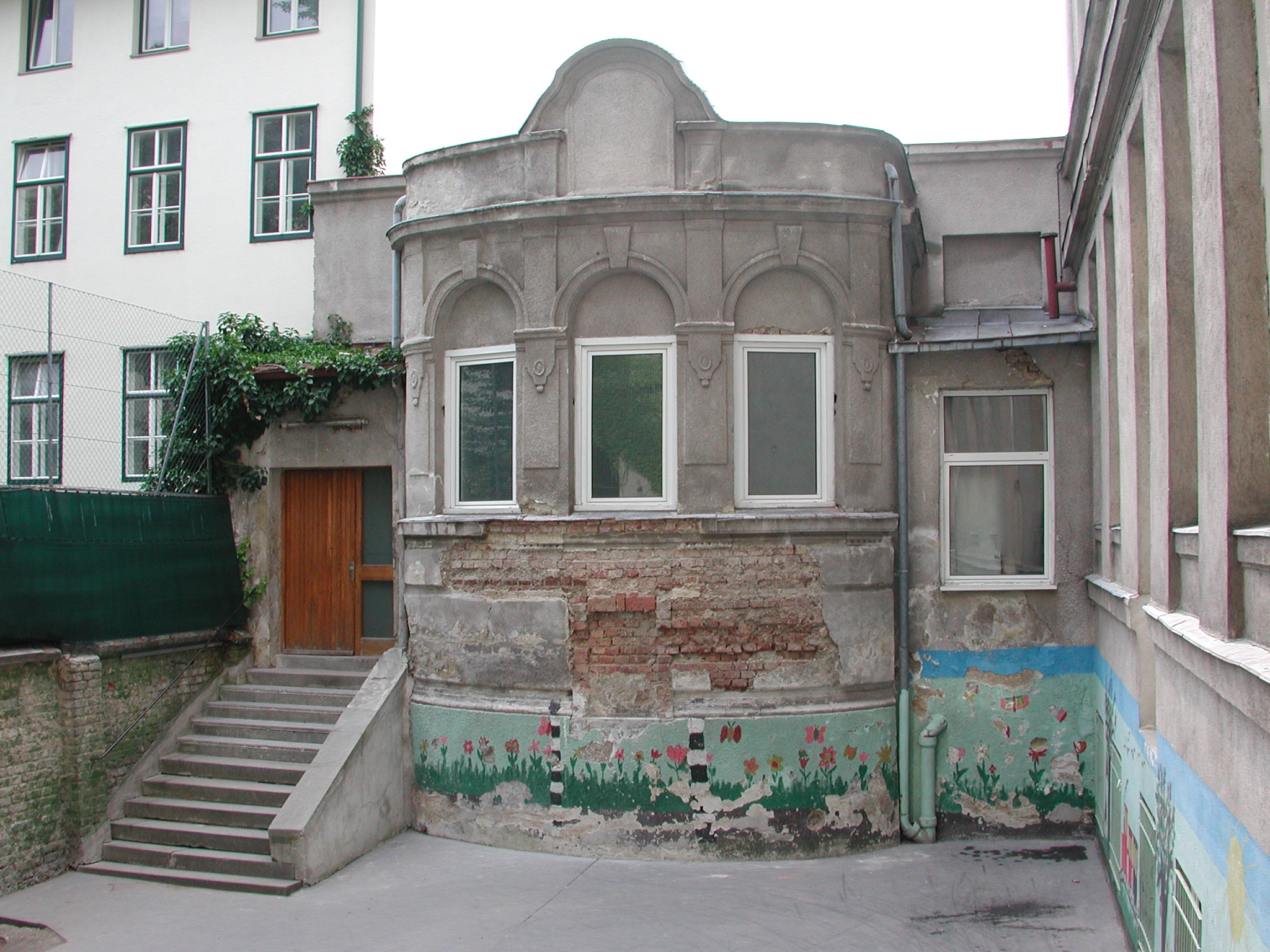
Hofansicht ehemalige Synagoge in der Malzgasse 16 (Wien)

Die Vereinssynagoge Malzgasse ist eine ehemalige Synagoge im Wiener Gemeindebezirk Leopoldstadt.

## Geschichte
1850 wurde der „Beth Hamidrasch Talmud Thora“ gegründet, ein Israelitischen Bethausverein. Seit den 1870er Jahren befand sich an der Adresse Malzgasse 16 im zweiten Wiener Gemeindebezirk eine Talmud-Tora-Schule, vom Verein geführt. 1884 wurde dort nach Plänen von Friedrich Schreier zusätzlich eine kleine einstöckige Vereinssynagoge für rund 100 Personen errichtet. Im Jahr 1906 wurde die Talmud Tora Schule nach Plänen der Architekten Isidor Giesskann und Theodor Schreier neu erbaut und die Synagoge in den Hinterhof verlegt. Die Synagoge besteht nach Umbauten bis heute. Ab 1913 war in Malzgasse das erste Jüdische Museum der Welt untergebracht. In der Pogromnacht vom 9. auf den 10. November 1938 wurden Synagoge und Schule zwar angezündet und verwüstet, jedoch nicht völlig zerstört. Das Museum war schon zuvor von den NS-Machthabern geschlossen und die Bestände beschlagnahmt worden. Die Wiener Feuerwehr protokollierte den Einsatz vom 10. November 1938:

„Brannte die 4stöckige israelitische Volksschule in allen Stockwerken, sowie das anschließende Bethaus. Es bestand die Gefahr eines Übergreifens des Feuers auf nebenan gelegene Wirtschaftsgebäude sowie auf das hinter dem Bethaus gelegene Haus. Die Sicherung wurde mit 3 Schlauchlinien gelöscht.“

Es bestand Einsturzgefahr. Noch drei Tage fand die Feuerwehr „glimmende Brandreste“. In der Folge wurden das Schulgebäude als Altersheim der Israelitischen Kultusgemeinde genutzt. Von Juni 1942 bis Oktober 1942 diente die frühere Schule als Sammellager kurz vor den Massendeportationen in die Konzentrations- und Vernichtungslager im Osten. Danach, auch noch nach dem Untergang des NS-Regimes, befand sich dort das Spital des Ältestenrates der Juden.
1956 wurde die Talmud Tora Schule in der Malzgasse, nunmehr geführt vom Verein Machsike Hadas, wieder eröffnet. Die frühere Synagoge wurde zeitweise zweckentfremdet als Turnsaal der Schule genutzt. Im Februar 2018 wurden bei Bauarbeiten bis unter die Decke zugeschüttete Kellerräume entdeckt. Der Schutt bestand aus den Resten der Brandruine nach dem Novemberpogrom und enthielt auch Überreste der Synagogenausstattung, Objekte aus dem Schulbetrieb sowie Exponate aus dem Jüdischen Museum. Die im Schutt gefundenen Gegenstände wurden 2019/2020 im Haus der Geschichte Österreich in der Ausstellung "Nicht mehr verschüttet" gezeigt.